# Pilotrichella squarrulosa
Pilotrichella squarrulosa är en bladmossart som beskrevs av C. Müller in Brotherus 1891. Pilotrichella squarrulosa ingår i släktet Pilotrichella och familjen Meteoriaceae. Inga underarter finns listade i Catalogue of Life.